# Nécropole de Kerma
La nécropole de Kerma, nécropole Kerma ou grande nécropole Kerma est une nécropole, située sur l'île de Saï, sur le Nil, dans l'état du Nord, au Soudan. Située à 150 mètres d'altitude, elle regroupe des milliers de tombes, dont des imposants tumuli, pouvant atteindre 40 mètres de diamètre, comportent des sépultures. Ces tumuli sont encerclés de pierres noires surmontées de galets blancs, ils sont probablement destinés à des princes chargés de défendre les frontières septentrionales du royaume, il y a de cela plusieurs millénaires.
C'est une nécropole du royaume de Kerma, marqué par la culture de Kerma (en) (c. -2500 — c. -1500) de la Nubie ancienne.

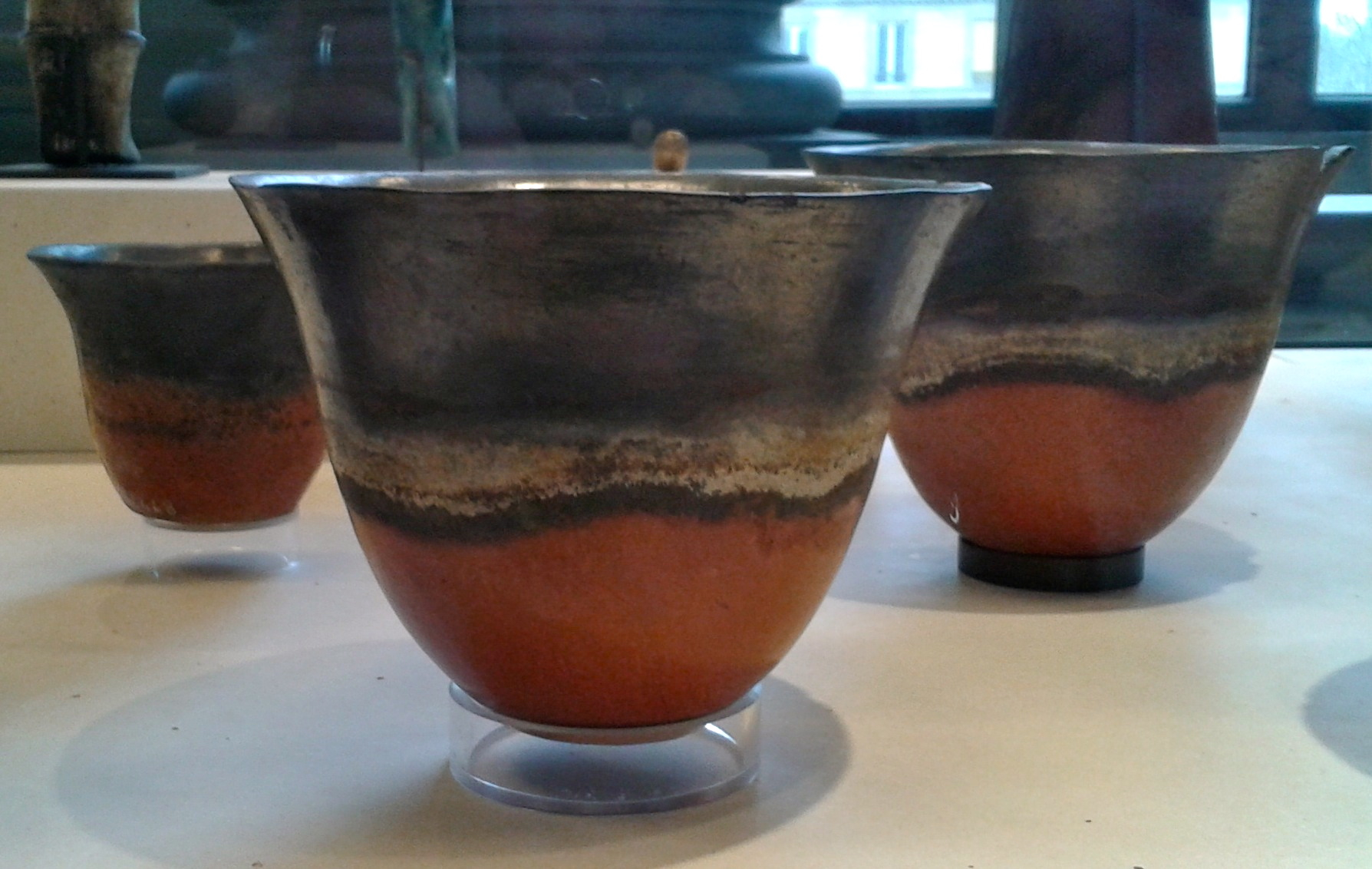
Type de vaisselles retrouvée dans les tombes[2].